# Miguel Bernardo Bianquetti
Miguel Bernardo Bianquetti, genannt Migueli (* 19. Dezember 1951 in Ceuta), ist ein ehemaliger spanischer Fußballspieler.
Der Verteidiger ist ehemaliger Rekordhalter für die meisten Pflichtspiele im Trikot des FC Barcelona mit insgesamt 549 Einsätzen.

## Spielerkarriere
Migueli begann seine Karriere 1970 beim andalusischen Verein FC Cádiz. 1973 wechselte er zum FC Barcelona. In Barcelona erlebte er seine erfolgreichste Zeit. Er gewann mit Barça zwei spanische Meisterschaften, viermal den spanischen Pokal und einmal den spanischen Supercup. Darüber hinaus konnte er mit Barça dreimal den Europapokal der Pokalsieger gewinnen. In seinem ersten Finale 1979 gegen Fortuna Düsseldorf spielte Migueli mit einem gebrochenen Schlüsselbein das gesamte Spiel. Migueli beendete seine Karriere 1989.
International spielte er 31 Mal für die spanische Auswahl und erzielte ein Tor. Er nahm an der Fußball-Weltmeisterschaft 1978 in Argentinien teil, wo die Spanier in der ersten Gruppenphase als Gruppendritter ausschieden. Später nahm Migueli an der Fußball-Europameisterschaft 1980 in Italien teil, wo das Team wieder in der Vorrunde, aber diesmal als Gruppenletzter, ausschied.

## Erfolge
- Spanische Meisterschaft: 1974, 1985
- Spanischer Pokal: 1978, 1981, 1983, 1988
- Spanischer Supercup: 1983
- Europapokal der Pokalsieger: 1979, 1982, 1989
- Teilnahme an einer Weltmeisterschaft: WM 1978 (2 Einsätze)
- Teilnahme an einer Europameisterschaft: EM 1980 (2 Einsätze)
- Spaniens Fußballer des Jahres: 1978, 1985